# Kester
Kester ist ein männlicher Vorname und tritt gelegentlich auch als Familienname in Erscheinung.

## Herkunft
Kester ist die schottische Form des Vornamen Christoph beziehungsweise Christopher.

## Namensträger

### Vorname
- Kester Berwick (1903–1992), australischer Schauspieler und Autor
- King Kester Emeneya (1956–2014), kongolesischer Musiker
- Kester Schlenz (* 1958), deutscher Autor und Journalist

### Familienname
- Franz Kester (1803–1872), bayerischer Fabrikant
- Paul Kester (1870–1933), US-amerikanischer Dramatiker
- Philipp Kester (1873–1958), deutscher Fotograf
- Randall B. Kester (1916–2012), US-amerikanischer Richter
- Willem van Kester (1906–1989), niederländischer Ordensgeistlicher, römisch-katholischer Bischof von Basankusu